# Fechteuropameisterschaften 2000
Die Europameisterschaften im Fechten 2000 fanden vom 3. bis zum 9. Juli in Funchal, dem Hauptort der portugiesischen Insel Madeira, statt. Es wurden insgesamt zwölf Wettbewerbe ausgetragen, nämlich für Damen und Herren jeweils Einzel- und Mannschaftswettbewerbe in Degen, Florett und Säbel. Da in den Einzelwettbewerben der dritte Platz nicht ausgefochten wurde und stattdessen beide beiden Halbfinalisten sich den dritten Platz teilten, gab es insgesamt zwölf Gold- und Silbermedaillen sowie 18 Bronzemedaillen zu gewinnen. Erfolgreichste Nation war mit insgesamt 10 Medaillen Russland.

## Herren

### Degeneinzel
Am Degeneinzelwettbewerb der Herren nahmen 76 Fechter aus 24 Nationen teil.
| Platz | Sportler          | Land |
| ----- | ----------------- | ---- |
| 1     | Pawel Kolobkow    | RUS  |
| 2     | Kaido Kaaberma    | EST  |
| 3     | Christoph Marik   | AUT  |
| 3     | Krisztián Kulcsár | HUN  |

### Degenmannschaft
Am Mannschaftswettbewerb im Herrendegen nahmen 17 Teams teil.
| Platz | Land        | Sportler |
| ----- | ----------- | -------- |
| 1     | Frankreich  |          |
| 2     | Spanien     |          |
| 3     | Deutschland |          |

### Floretteinzel
Am Floretteinzelwettbewerb der Herren nahmen 59 Fechter aus 17 Nationen teil.
| Platz | Sportler        | Land |
| ----- | --------------- | ---- |
| 1     | Salvatore Sanzo | ITA  |
| 2     | Johannes Krüger | GER  |
| 3     | Loïc Attely     | FRA  |
| 3     | João Gomes      | POR  |

### Florettmannschaft
Am Mannschaftswettbewerb im Herrenflorett nahmen 14 Teams teil.
| Platz | Land       | Sportler |
| ----- | ---------- | -------- |
| 1     | Portugal   |          |
| 2     | Österreich |          |
| 3     | Italien    |          |

### Säbeleinzel
Am Säbeleinzelwettbewerb der Herren nahmen 46 Fechter aus 13 Nationen teil.
| Platz | Sportler             | Land |
| ----- | -------------------- | ---- |
| 1     | Sergei Scharikow     | RUS  |
| 2     | Alexei Frossin       | RUS  |
| 3     | Stanislaw Posdnjakow | RUS  |
| 3     | Fernando Casares     | SPA  |

### Säbelmannschaft
Am Mannschaftswettbewerb im Herrensäbel nahmen 10 Teams teil.
| Platz | Land     | Sportler |
| ----- | -------- | -------- |
| 1     | Russland |          |
| 2     | Belarus  |          |
| 3     | Ukraine  |          |

## Damen

### Degeneinzel
Am Degeneinzelwettbewerb der Damen nahmen 64 Fechterinnen aus 20 Nationen teil.
| Platz | Sportler           | Land |
| ----- | ------------------ | ---- |
| 1     | Rosa Castillejo    | SPA  |
| 2     | Olga Cygan         | POL  |
| 3     | Hajnalka Király    | HUN  |
| 3     | Monika Maciejewska | POL  |

### Degenmannschaft
Am Mannschaftswettbewerb im Damendegen nahmen 14 Teams teil.
| Platz | Land        | Sportler |
| ----- | ----------- | -------- |
| 1     | Schweiz     |          |
| 2     | Ungarn      |          |
| 3     | Deutschland |          |

### Floretteinzel
Am Floretteinzelwettbewerb der Damen nahmen 51 Fechterinnen aus 16 Nationen teil.
| Platz | Sportler          | Land |
| ----- | ----------------- | ---- |
| 1     | Sylwia Gruchała   | POL  |
| 2     | Reka Lazăr-Szabo  | ROM  |
| 3     | Bella Noussoueva  | RUS  |
| 3     | Ekaterina Juchewa | RUS  |

### Florettmannschaft
Am Mannschaftswettbewerb im Damenflorett nahmen 10 Teams teil.
| Platz | Land     | Sportler |
| ----- | -------- | -------- |
| 1     | Russland |          |
| 2     | Rumänien |          |
| 3     | Polen    |          |

### Säbeleinzel
Die Teilnehmerzahlen im Säbeleinzelwettbewerb der Damen sind nicht bekannt.
| Platz | Sportler           | Land |
| ----- | ------------------ | ---- |
| 1     | Anne-Lise Touya    | FRA  |
| 2     | Jelena Netschajewa | RUS  |
| 3     | Jelena Schemajewa  | AZE  |
| 3     | Gioia Marzocca     | ITA  |

### Säbelmannschaft
Am Mannschaftswettbewerb im Damensäbel nahmen 4 Teams teil.
| Platz | Land       | Sportler |
| ----- | ---------- | -------- |
| 1     | Russland   |          |
| 2     | Frankreich |          |
| 3     | Italien    |          |

## Medaillenspiegel
| Platz  | Land          | Gold | Silber | Bronze | Gesamt |
| ------ | ------------- | ---- | ------ | ------ | ------ |
| 1      | Russland      | 5    | 2      | 3      | 10     |
| 2      | Frankreich    | 2    | 1      | 1      | 4      |
| 3      | Polen         | 1    | 1      | 2      | 4      |
| 4      | Spanien       | 1    | 1      | 1      | 3      |
| 5      | Italien       | 1    | 0      | 3      | 4      |
| 6      | Portugal      | 1    | 0      | 1      | 2      |
| 7      | Schweiz       | 1    | 0      | 0      | 1      |
| 8      | Rumänien      | 0    | 2      | 0      | 2      |
| 9      | Deutschland   | 0    | 1      | 2      | 3      |
| 9      | Ungarn        | 0    | 1      | 2      | 3      |
| 11     | Österreich    | 0    | 1      | 1      | 2      |
| 12     | Belarus       | 0    | 1      | 0      | 1      |
| 12     | Estland       | 0    | 1      | 0      | 1      |
| 14     | Ukraine       | 0    | 0      | 1      | 1      |
| 14     | Aserbaidschan | 0    | 0      | 1      | 1      |
| Gesamt | Gesamt        | 12   | 12     | 18     | 42     |